# Deutsche Apothekerzeitung
Die Deutsche Apothekerzeitung (Eigenschreibweise: Deutsche Apotheker Zeitung, Abkürzung: DAZ) ist eine (verbands-)unabhängige pharmazeutische Zeitschrift für Wissenschaft und Praxis und erscheint wöchentlich am Donnerstag. Seit 1984 gibt es mit der Apotheker Zeitung (AZ) eine Montagsausgabe der DAZ sowie seit 1997 das redaktionell unabhängige Web-Angebot DAZ.online. Die Zeitschrift geht historisch zurück auf das Pharmaceutische Wochenblatt aus dem Jahr 1861. Zeitweise hieß sie Süddeutsche Apotheker Zeitung.

## Inhalte und Aufbau
Die DAZ deckt alle relevanten Themen für die Zielgruppe der Apothekerinnen und Apotheker ab. Im Mittelpunkt stehen Aspekte der täglichen Praxis (Ratschläge für die Beratung, Selbstmedikation, Apothekenpraxis, Recht), der pharmazeutischen Dienstleistungen wie Medikationsanalyse und Medikationsmanagement, der pharmazeutischen und medizinischen Wissenschaft, der Aus-, Fort- und Weiterbildung, sowie der Berufs- und Gesundheitspolitik. Hinzu kommen Tagungs- und Kongressberichte, Kommentare und Meinungen. 
Mit den Rubriken „Personen“, „Apotheken“ und „Feuilleton“ bildet die DAZ zudem eine Plattform gesellschaftlicher Themen ab. So werden unter anderem Jubiläen, Porträts und Geburtstage, aber auch akademische Nachrichten wie Approbationen oder Promotionen überregional veröffentlicht. 
Die montags erscheinende AZ befasst sich vorrangig mit den Bereichen Politik, Wirtschaft, Management und Recht. 
DAZ und AZ können als einzige pharmazeutische Fachzeitschriften mehr als 14.200 (IVW-Auflagenkontrolle 4. Quartal 2018) persönlich zahlende Abonnenten vorweisen. Die Druckauflage liegt bei über 29.400 Exemplaren pro Ausgabe (tatsächlich verbreitete Auflage: 28.667 Exemplare). 
2017 wurde die DAZ vom Branchenverband „Deutsche Fachpresse“ als Beste Fachzeitschrift (in der Kategorie „Fachzeitschriften mit einem Umsatz über 2,5 Mio. Euro“) ausgezeichnet. Laut der Leseranalyse für Apothekenfachzeitschriften 2017 (LA-PHARM) ist die DAZ die bekannteste pharmazeutische Fachzeitschrift in Deutschland.

## Regelmäßige Beilagen und Spin-Offs
- Neue Arzneimittel
- Geschichte der Pharmazie
- „Teamschulung“ ist eine Fachzeitschrift für das Apothekenteam. Das Konzept umfasst die Schulung des gesamten Apothekenpersonals zu einem bestimmten Thema in der Selbstmedikation (OTC). Leserinnen und Leser können Fortbildungspunkte erwerben.
- „DAZ Thema“ erscheint viermal im Jahr als Beilage in der DAZ und der PTAheute. In jedem Heft wird ein Krankheitsbild bzw. ein Beratungsthema in der Apotheke ausführlich besprochen mit Hintergrundinformationen, Beratungstipps sowie Entscheidungshilfen und Produktbeispielen für die Selbstmedikation.
- Die „UniDaZ“[4] ist das Studierendenmagazin der DAZ und erscheint zweimal jährlich, jeweils zum Beginn eines neuen Semesters. Sie wendet sich an Pharmaziestudierende, Pharmazeuten im Praktikum (PhiP) sowie Berufsanfänger und enthält neben pharmazeutischen Inhalten auch aktuelle Themen aus der Hochschulpolitik sowie Informationen zu Auslandspraktika und Weiterbildungsmöglichkeiten.
- Die PTAheute, ehemalige DAZ-Beilage, ist ein mittlerweile eigenständiges Fortbildungsmagazin für Pharmazeutisch-technische Assistenten (PTA) in Ausbildung und Beruf. PTAheute greift Themen rund um die Pharmazie auf und bietet zweimal im Monat aktuelles und praxisnahes Fachwissen für die Beratung der Apothekenkunden. Im Mittelpunkt jeder Ausgabe steht ein Themenschwerpunkt mit zertifizierter Fortbildung. Laut IVW und LA-PHARM 2017 ist PTAheute die reichweitenstärkste und meistgelesene Zeitschrift bei PTA und Pharmazieingenieuren.

## Geschichte
Am 1. Juli 1861 ist das „Pharmaceutische Wochenblatt aus Württemberg“ erschienen, sie wurde später zur „Süddeutschen Apotheker-Zeitung“. Im Jahr 1919 wurde Roland Schmiedel Schriftleiter und ein Jahr später Eigentümer der Süddeutschen Apotheker Zeitung. Er gilt als der Gründer der Zeitschrift unter dem späteren Titel Deutsche Apotheker-Zeitung.

## DAZ.online
Beim Online-Nachrichtenportal DAZ.online handelt es sich seit 1997 um das redaktionell unabhängige Web-Angebot der DAZ. DAZ.online ist das einzige verbandsunabhängige, IVW-gelistete Apotheker-Fachportal und eines der meistgelesenen Online-Fachmedien der Deutschen Fachpresse. Mit rund 2,13 Millionen Visits und rund 3,03 Millionen Seitenabrufe (Stand: März 2019) liegt es vor dem Online-Angebot der Pharmazeutischen Zeitung mit rund 1,4 Millionen Visits im selben Monat.
Der Morgen-Newsletter „Wissen vor 8“ (18.000 Abonnenten) enthält ein persönliches Editorial und einen Überblick über die Themen des Tages. Außerdem werden wichtige Nachrichten außerhalb des Apotheken- und Gesundheitswesens dargestellt. Der Abend-Newsletter „Nach 6“ informiert ebenfalls werktäglich über aktuelle Meldungen, Berichte und Reportagen aus den Bereichen Pharmazie, Gesundheitspolitik, Wirtschaft und Recht. Bei exklusiven und eiligen Themen wird die Leserschaft zudem per Sondernewsletter informiert. Der „Tagebuch-Newsletter“ am Sonntagmorgen verschafft einen Überblick über die wichtigsten Nachrichten der Woche und enthält den Link auf „Mein liebes Tagebuch“ von DAZ-Herausgeber Peter Ditzel.